# Makanda (Dodoma)
Makanda è una circoscrizione rurale (rural ward) della Tanzania situata nel distretto di Bahi, regione di Dodoma. Conta una popolazione di 12 186 abitanti (censimento 2022).